# Еліта (дендропарк)
Елі́та — дендрологічний парк місцевого значення в Україні. Об'єкт природно-заповідного фонду Житомирської області. Розташований на території Коростенського району Житомирської області, в селі Грозине. 
Площа 4,8 га. Статус отриманий у 1988 році. Перебуває у віданні дослідного господарства «Грозинське». 
Статус надано для збереження дендрологічного парку, закладеного 1984 року на місці колишньої панської садиби. Особливу цінність становлять насадження липи серцелистої, серед яких 15 екземплярів належать до старовікових (100—180 років) з обхватами 143—260 см. 

## Галерея

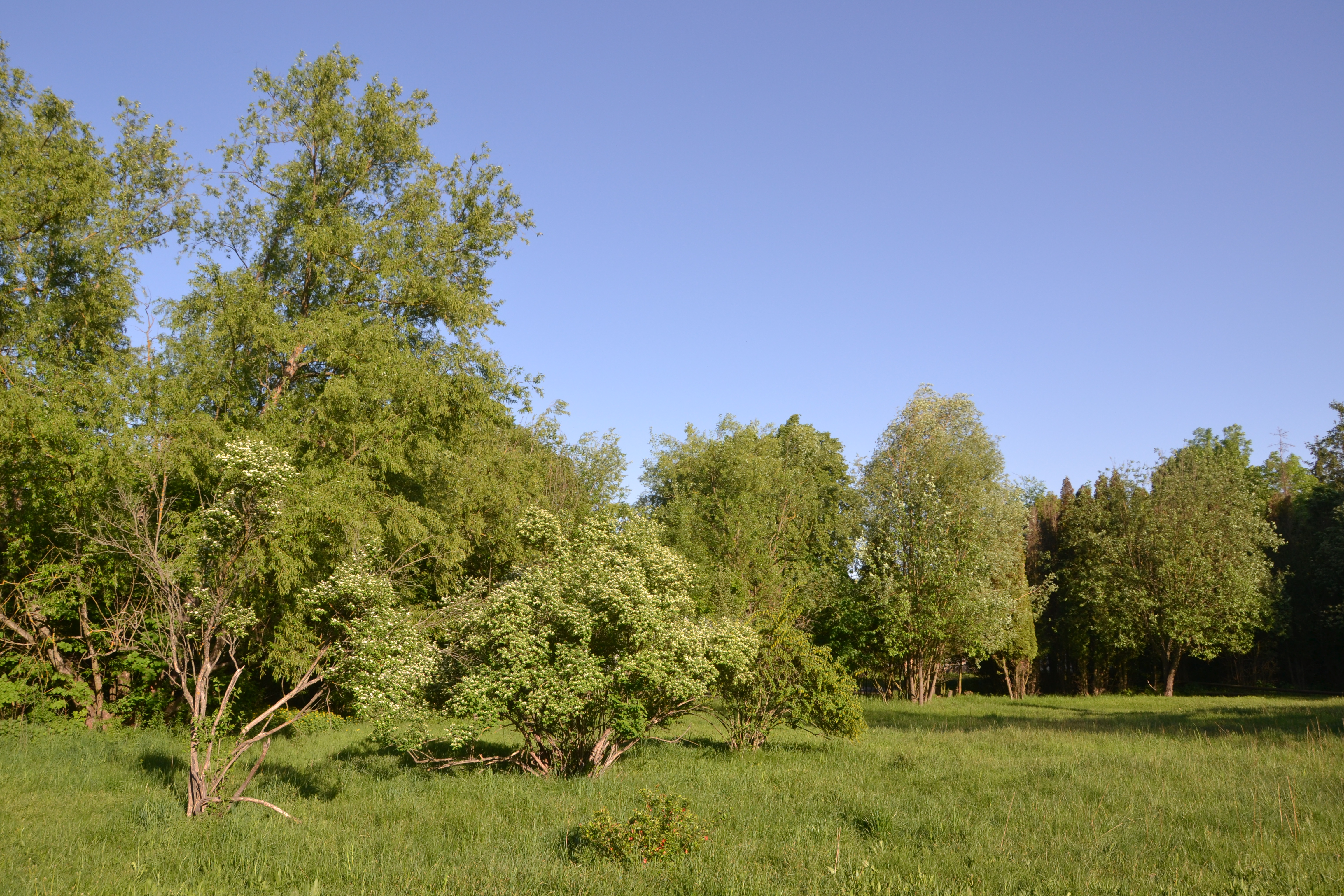
Кущі жимолості
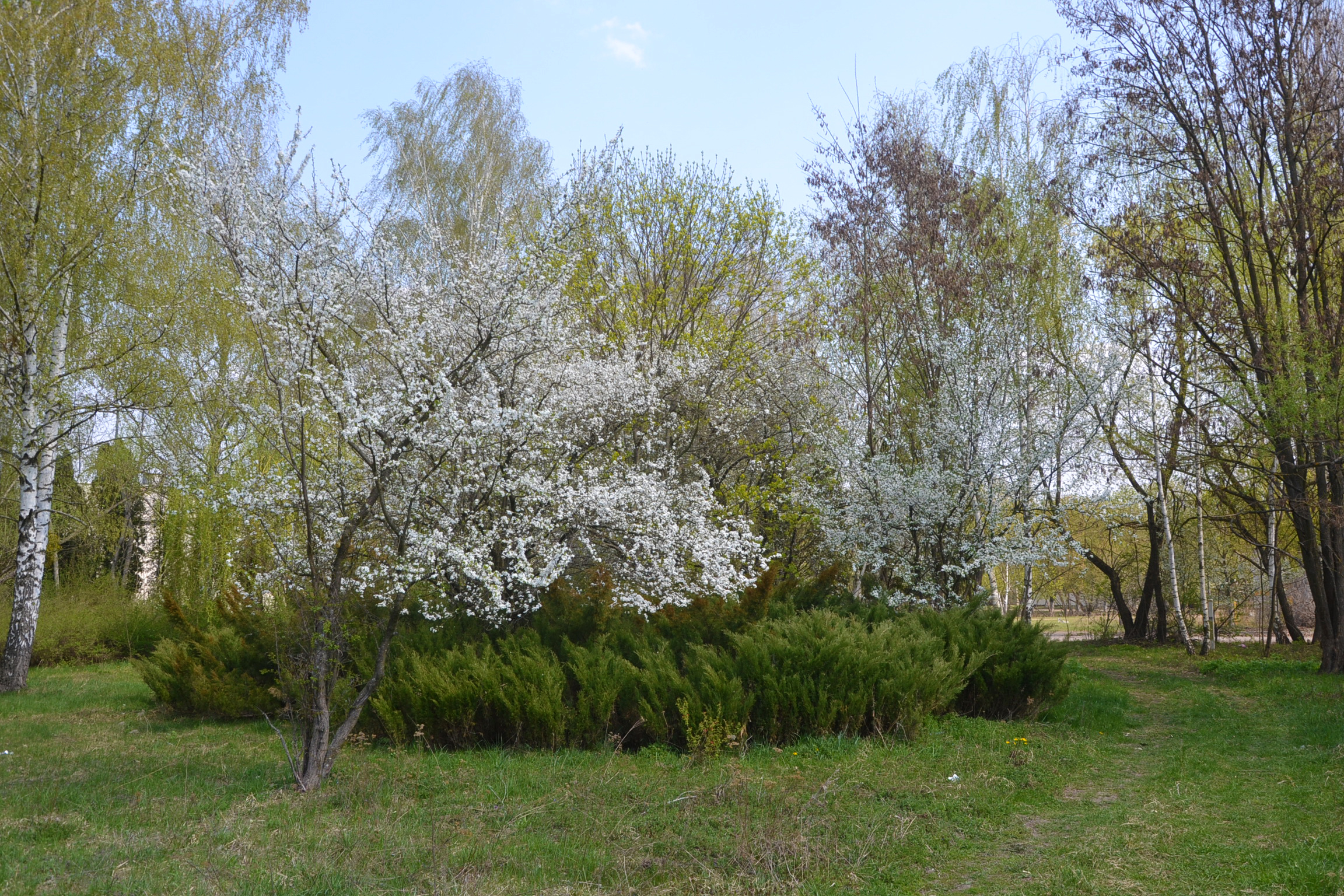
Плодові дерева
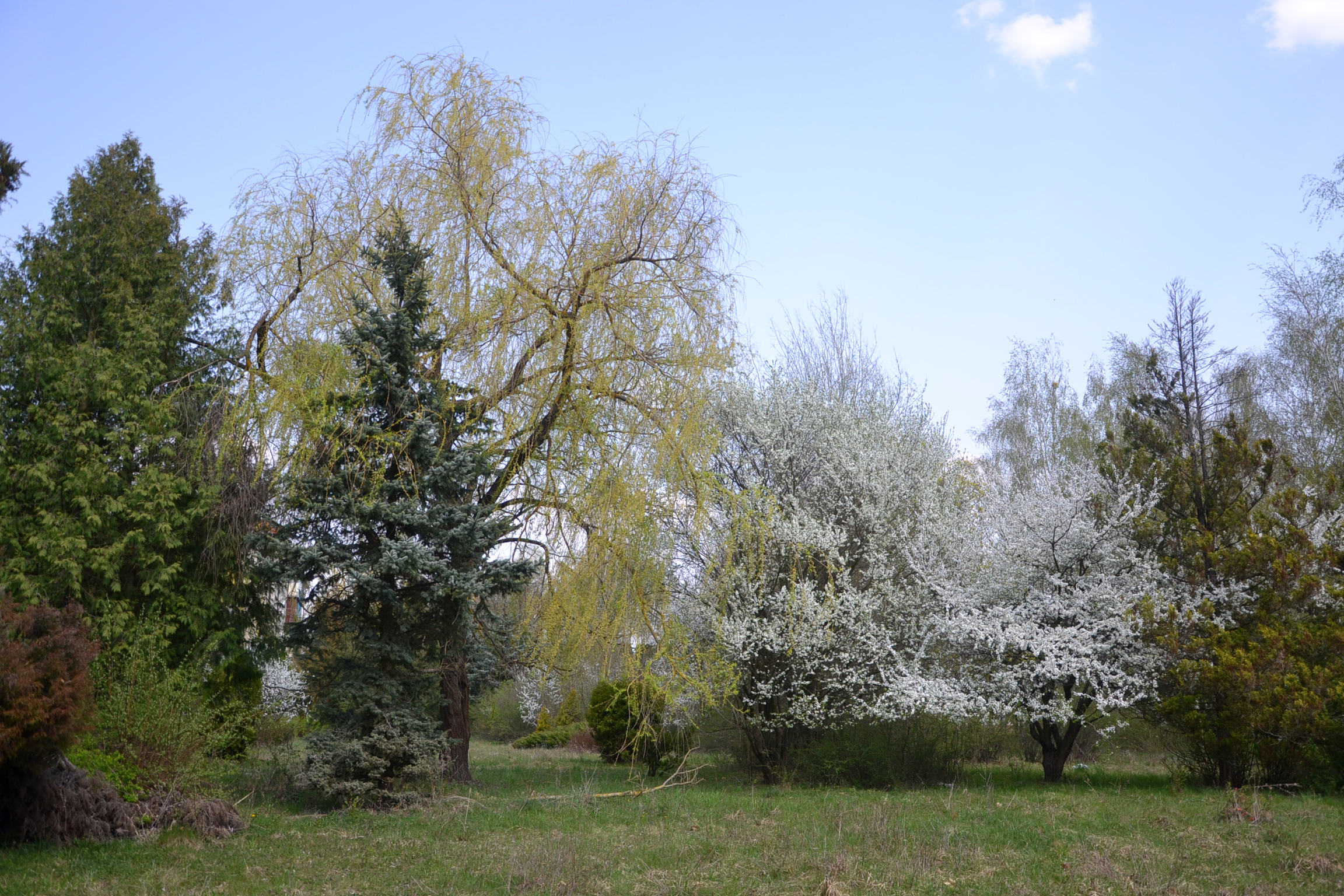
Видове різноманіття
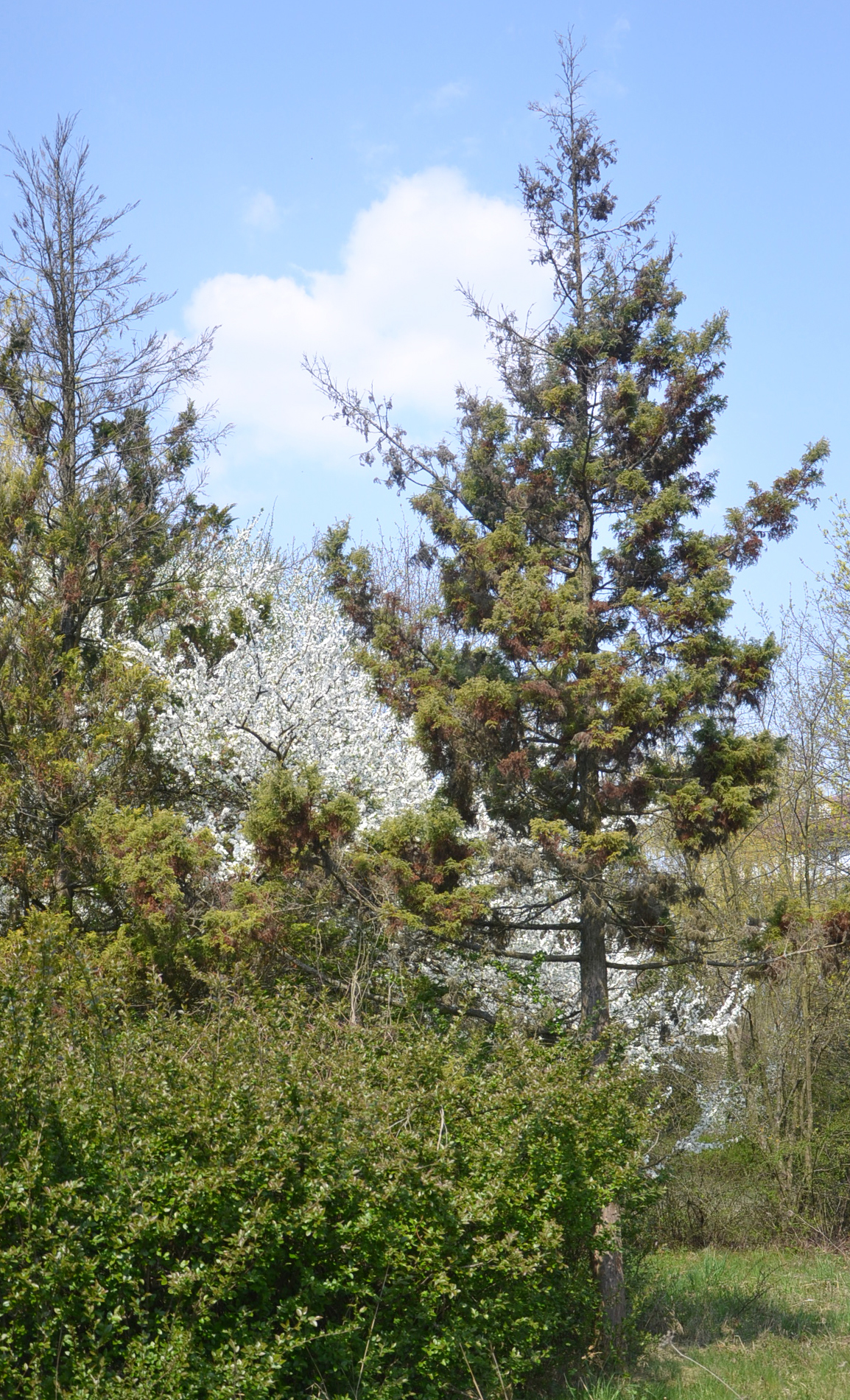
Криптомерія японська
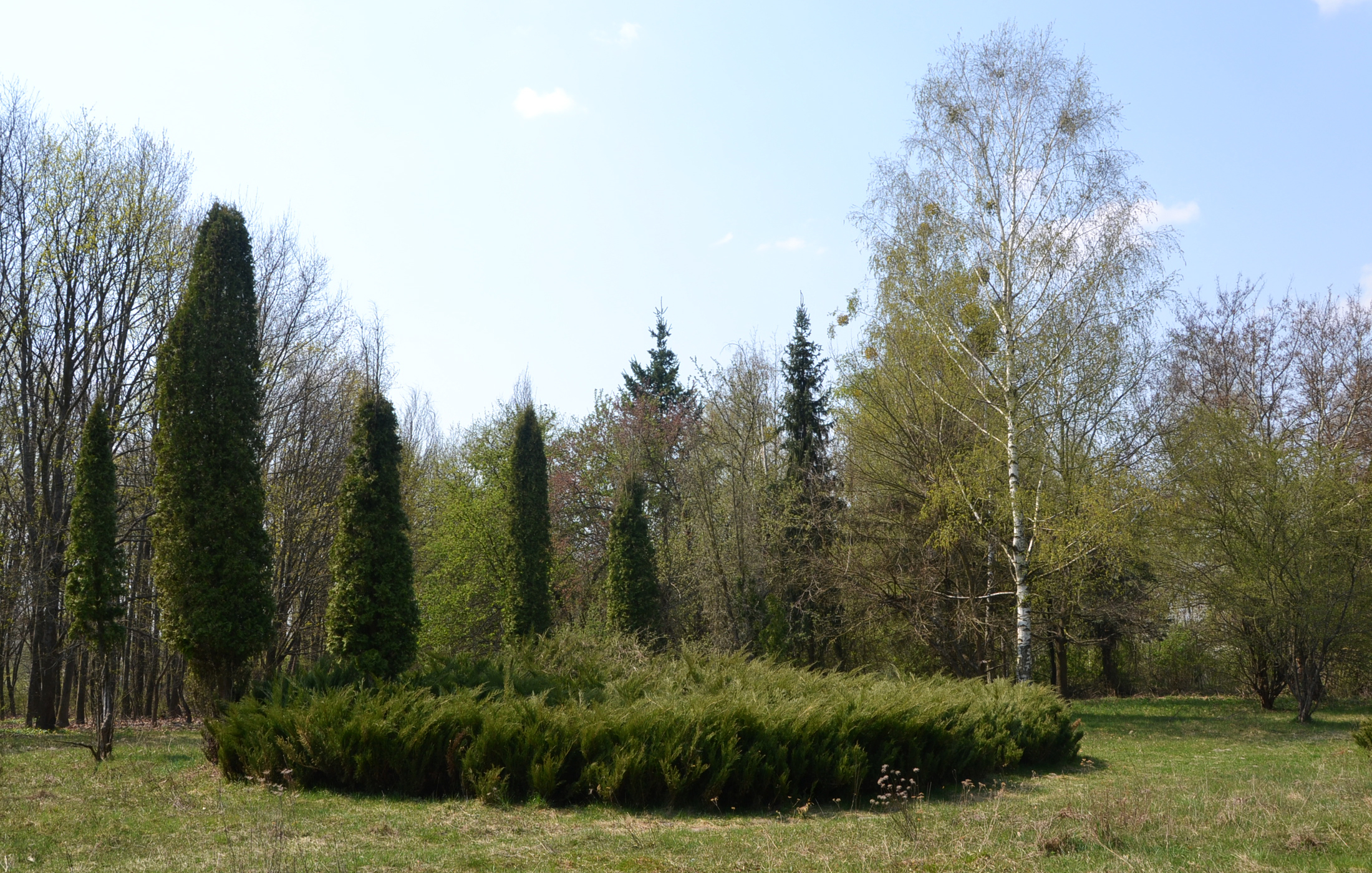
Рослинні композиції
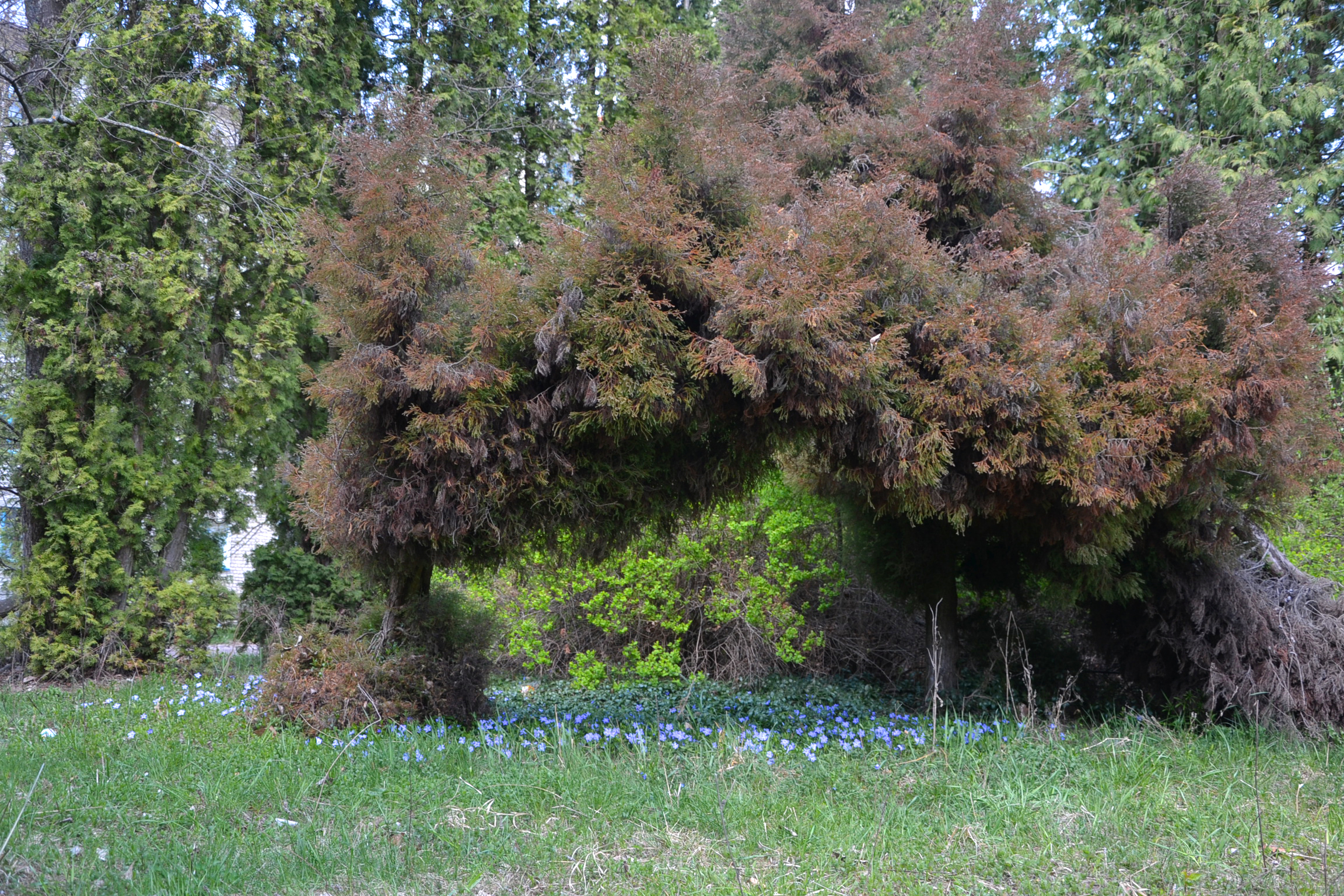
Ялівцева арка
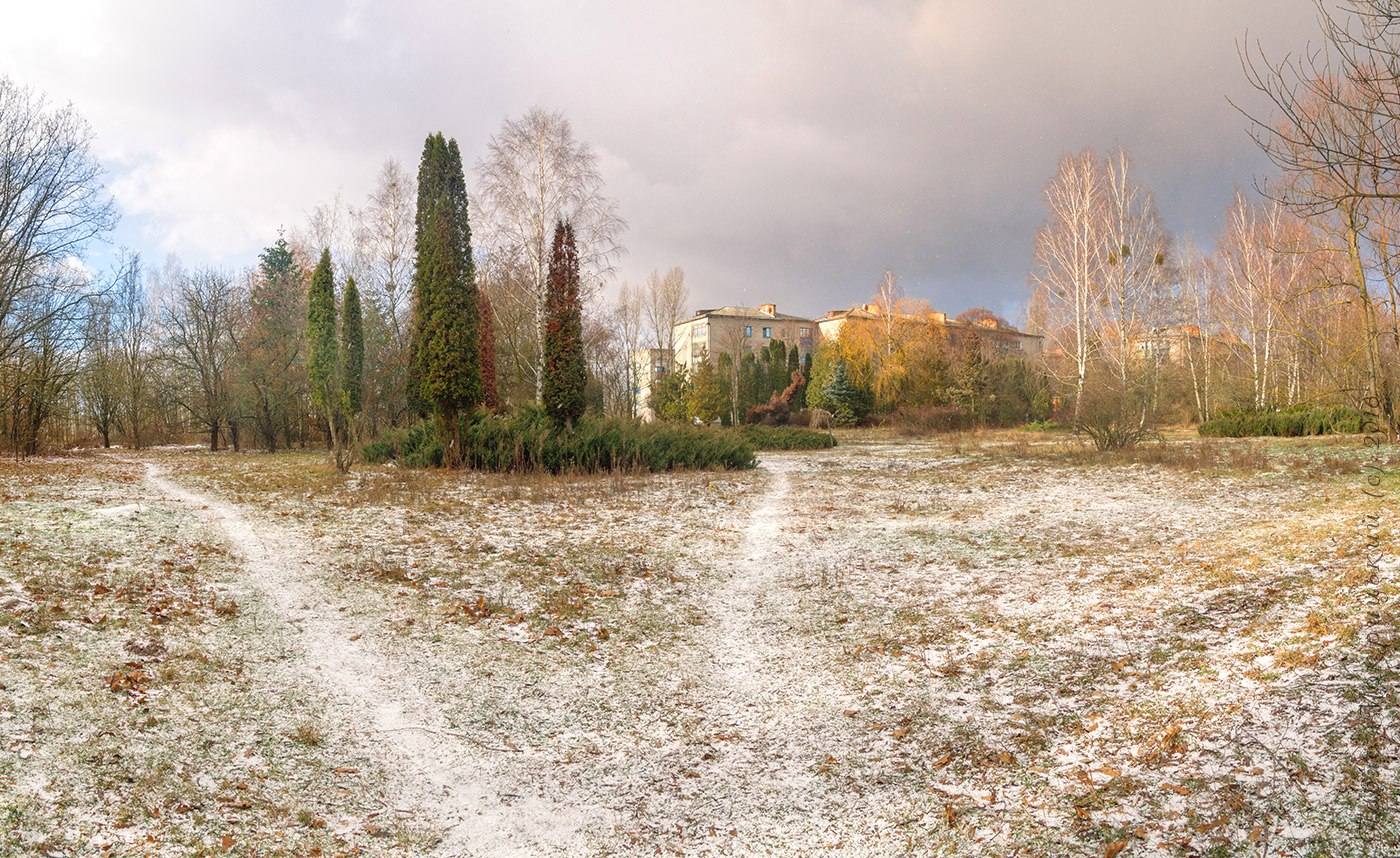
зимовий дендропарк